# Sfiștofca
Sfiștofca (ros. Сфиштофка) – wieś w Rumunii, w okręgu Tulcza, w gminie C.A. Rosetti. W 2011 roku liczyła 105 mieszkańców.